# Elizium
Elizium — третий студийный  альбом британской готик-рок-группы Fields of the Nephilim, выпущенный в 1990 году на лейбле Beggars Banquet Records. Диск имел успех у слушателей и достиг 22-го места в британском альбомном чарте.

## Об альбоме
Elizium был весьма высоко оценён музыкальными критиками. По мнению Неда Рэггетта, на диске группе удалось одновременно сохранить готический стиль и создать собственное неповторимое звучание. Рэггетт в своей рецензии особенно похвалил вокал Карла МакКоя, а также отдельно отметил песни «Sumerland», «For Her Light», «Submission» и «Wail of Sumer».
Тематика песен, написанных фронтменом коллектива МакКоем, связана преимущественно с оккультизмом. В композиции «At the Gates of Silent Memory» использован семпл речи Алистера Кроули, читающего своё стихотворение «В море» (англ. At Sea).

## Список композиций
Все тексты: Карл МакКой. Музыка: Карл МакКой и Fields of the Nephilim.
1. «Dead But Dreaming» — 1:28
2. «For Her Light» — 3:01
3. «At the Gates of Silent Memory» — 8:24
4. «Paradise Regained» — 2:29
5. «Submission» — 8:28
6. «Sumerland (What Dreams May Come)» — 11:09
7. «Wail of Sumer» — 6:24
8. «And There Will Your Heart Be Also» — 7:37

## Участники записи

### Основной состав группы
- Карл МакКой — вокал
- Тони Петтитт — бас-гитара
- Пол Райт — гитара
- Питер Йейтс — гитара
- Нод Райт — ударные

### Сессионные музыканты
- Йон Кэрин[англ.] — клавишные